# Javanski nosorog
Javanski nosorog (znanstveno ime Rhinoceros sondaicus) je kritično ogrožena in izjemno redka vrsta nosoroga, ki prebiva na otoku Java v Indoneziji, natančneje v narodnem parku Ujung Kulon. 

## Opis
Vrsta javanskega nosoroga, znanega tudi pod imenom manjši enorogi nosorog, je ena izmed petih obstoječih vrst nosorogov. Spada v isti rod kot indijski nosorog in ima podobno mozaično podobo kože, ki spominja na oklep, vendar je po velikosti bližje črnemu nosorogu. Rogove imajo samo samci in so običajno krajši ter manjši od rogov drugih nosorogov.

## Populacija
Vse do sredine 19. in približno zgodnjega 20. stoletja je javanski nosorog poseljeval otoka Java in Sumatra ter jugovzhodno Azijo do vzhodne Indije, Butana in juga Kitajske. Danes je najredkejši od vseh nosorogov in med najredkejšimi živalskimi vrstami nasploh, z eno samo trenutno znano divjo populacijo in nobenim posameznikom, ki bi bil uspešno zadržan v ujetništvu. Je med najredkejšimi velikimi sesalci na planetu  s populacijo približno 74 nosorogov v narodnem parku Ujung Kulon na skrajnem zahodnem koncu Jave v Indoneziji. Populacija javanskih nosorogov v vietnamskem narodnem parku Cat Tien je bila leta 2011 razglašena za lokalno izumrlo.